# Lytton Strachey
Giles Lytton Strachey (pron. ˈdʒaɪlz ˈlɪtən ˈstreɪtʃɪ; Londres, 1 de março de 1880 — perto de Hungerford, 21 de janeiro de 1932) foi um biógrafo, crítico literário e escritor britânico.

## Vida
Ficou conhecido pela publicação, em 1921, do livro Queen Victoria, biografia da rainha Vitória, monarca inglesa que permaneceu no trono por quase 64 anos, de 1837 a 1901, ano de sua morte. Foi durante seu reinado que iniciou-se a fase de industrialização, marcada pelo progresso e pelo conservadorismo. Lytton Strachey morreu em 1932.

## Obras
- Landmarks in French Literature (1912)
- Eminent Victorians: Cardinal Manning, Florence Nightingale, Dr. Arnold, General Gordon (1918)
- Rainha Vitória (1921)
- Books and Characters (1922),
- Elizabeth and Essex: A Tragic History (1928)
- Portraits in Miniature and Other Essays (1931),
- Characters and Commentaries (ed. James Strachey, 1933)
- Spectatorial Essays (ed. James Strachey, 1964)
- Ermyntrude and Esmeralda (1969)
- Lytton Strachey by Himself: A Self Portrait (ed. Michael Holroyd, 1971)
- The Really Interesting Question and Other Papers (ed. Paul Levy, 1972)
- The Letters of Lytton Strachey (ed. Paul Levy, 2005)